# Girolamo Serra
Girolamo Serra (Genova, 22 luglio 1761 – Genova, 10 maggio 1837) è stato un politico e storico italiano.

## Biografia

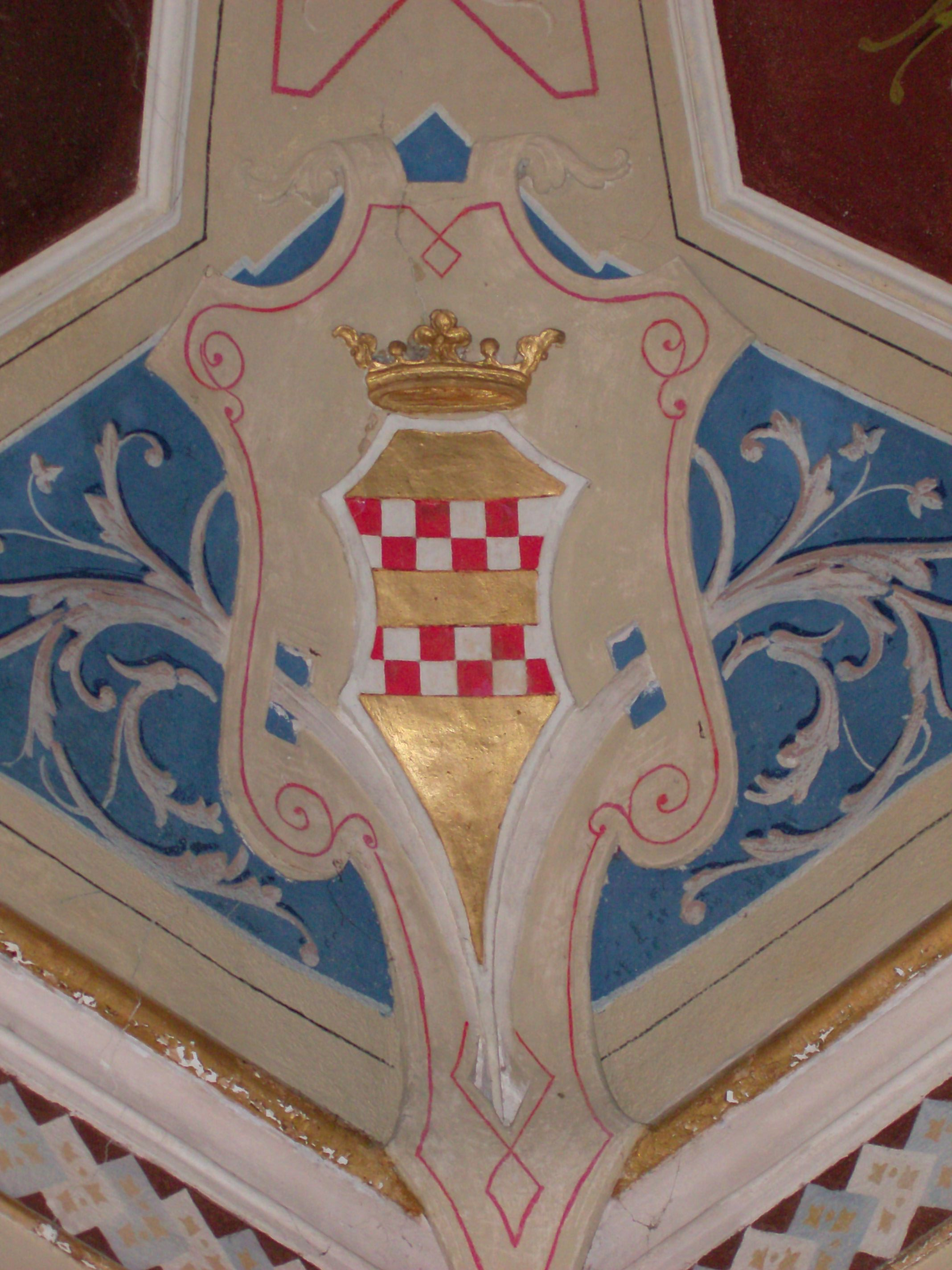
Stemma della nobile famiglia Serra

Girolamo Serra nacque a Genova il 22 luglio 1761 da una ricca famiglia nobile, i Serra.
A conclusione del corso di studi di storia all'Università di Genova, il marchese Girolamo Serra venne scelto come rappresentante della Repubblica di Genova dal doge Giacomo Maria Brignole dopo che, con il pretesto della rapina e l'uccisione di cittadini francesi da parte di banditi tra Novi ed Alessandria, Napoleone Bonaparte aveva incolpato del fatto il Senato Ligure e aveva chiesto un fortissimo risarcimento in denaro, la consegna della fortezza di Gavi e della strada della Bocchetta, provocando così con una guerra la fine della Repubblica di Genova e la nascita della Repubblica Ligure filofrancese.
Durante la Repubblica Ligure e l'Impero francese Serra si ritirò a vita privata.
Il 26 aprile 1814 divenne presidente del Governo Provvisorio dell'effimera Repubblica Genovese, carica che mantenne fino al 26 dicembre 1814 quando, secondo il Congresso di Vienna, la risorta Repubblica genovese fu inclusa nel Regno di Sardegna di Vittorio Emanuele I di Savoia. 

Serra abbandonò il governo, ritirandosi nuovamente a vita privata.
Alla salita al trono di Carlo Alberto venne chiamato a far parte delle Regie Deputazioni di storia patria e accettò la nomina.
La sua opera principale è la Storia dell'Antica Liguria e di Genova in 4 volumi. Fu anche docente all'Università di Genova.
Morì a Genova il 10 maggio del 1837.